# Ouzinkie, Alaska
Ouzinkie, Alaska (енгл. Ouzinkie) град је у америчкој савезној држави Аљаска.

## Демографија
По попису из 2010. године број становника је 161, што је 64 (-28,4%) становника мање него 2000. године.
| Група             | 2000.      | 2010.      |
| Белци             | 25 (11,1%) | 17 (10,6%) |
| Афроамериканци    | 0 (0,0%)   | 0 (0,0%)   |
| Азијати           | 0 (0,0%)   | 1 (0,6%)   |
| Хиспаноамериканци | 10 (4,4%)  | 3 (1,9%)   |
| Укупно            | 225        | 161        |